# Até a Última Gota
Até a Última Gota é um filme documentário brasileiro de 1980 dirigido por Sérgio Rezende, vencedor de vários prêmios. Levou o Prêmio Especial do Júri no Festival de Gramado, em 1981, foi Melhor Filme na Universidade Popular da Alemanha Federal em Mannhein, 1980, levou o Prêmio São Saruê da Federação de Cineclubes do Estado do Rio de Janeiro em 1981 e recebeu Menção Especial do Júri no Festival de Havana em 1980.

## Sinopse
Inspirado na morte do operário Jucenil Navarro de Souza (José Dumont) que, desempregado, vendia sangue para comprar comida para a família, o filme denuncia o comércio de sangue nos países do Terceiro Mundo. Jucenil sai da casa de saúde, em Duque de Caxias, Rio de Janeiro e, enfraquecido, morre ao entrar no supermercado. Sua mulher narra a tragédia. Seguem-se depoimentos de pessoas envolvidas com o tráfico de sangue e dos que lutam contra essa prática. O filme percorre a rota do tráfico que ocorre em países como Haiti, Argentina e Nicarágua registrando o fato de que o sangue tirado dos países subdesenvolvidos serve de matéria-prima para os laboratórios farmacêuticos multinacionais.